# Cieszyny (województwo dolnośląskie)
Cieszyny – wieś w Polsce położona w województwie dolnośląskim, w powiecie górowskim, w gminie Jemielno.

## Podział administracyjny
W latach 1975–1998 miejscowość administracyjnie należała do województwa leszczyńskiego.